# Pozlovice
Pozlovice – miasteczko w Czechach, w powiecie Zlín, w kraju zlińskim. Według danych z dnia 1 stycznia 2012 liczyło 1230 mieszkańców.

## Zabytki
Zabytki miasta:
- kościół św. Marcina,
- nagrobki na cmentarzu przykościelnym,
- plebania,
- krzyż przed kościołem,
- figura św. Jana Nepomucena,
- figury Bożej Męki - cztery na terenie miasta,
- krzyż przy Martincovým Młynie[2].